# Alfred Döblin

Alfred Döblin op een postzegel.

Alfred Döblin (Stettin, 10 augustus 1878 — Emmendingen, 26 juni 1957) was een Duits modernistisch schrijver van romans. Daarnaast werkte hij als psychiater.

## Leven
Döblin was het vierde kind van Max en Sophie Döblin. Max Döblin was kleermaker in het Pruisische Stettin (dat sinds 1945 Szczecin heet en in Polen ligt). Toen Döblin tien was, verliet zijn vader het gezin. Dankzij een studiebeurs kon Alfred, op 13-jarige leeftijd, verder studeren aan het Köllnischer Gymnasium. Döblin studeerde geneeskunde in Berlijn en haalde zijn doctoraat in de neurologie in de Freiburger Psychiatrische Klinik in Freiburg im Breisgau. Zijn studies werden betaald door zijn broer Ludwig en zijn oom Rudolph Freudenheim, een broer van zijn moeder. Alfred was als psychiater werkzaam in Berlijn van 1905 tot 1933. In 1907 begon hij een verhouding met de toen 16-jarige hulpverpleegster Frieda Kunke.
Samen kregen zij in 1911 een zoon, Bodo Kunke. In 1912 aanvaardde Alfred het wettig vaderschap. Intussen was hij echter wel al gehuwd met Erna Reiss. Met Erna kreeg hij nog drie zonen: Peter, Wolfgang en Klaus.
Hij publiceerde verhalen in het tijdschrift Der Sturm, alsmede politieke verhandelingen onder het pseudoniem Linke Poot. Uit zijn ervaringen met psychiatrische patiënten experimenteerde hij in zijn verhalen, waarvan het opmerkelijkste 'De moord op een boterbloem', Die Ermordung einer Butterblume, is. De jonge Döblin was een expressionist, die zeer geïntrigeerd bleek door het fenomeen massacultuur, of hoe een individu in de menigte kan opgaan en zijn identiteit verliezen.
Tijdens de Eerste Wereldoorlog was Döblin vrijwillig arts in de Elzas. Waar hij aanvankelijk, uit nationalisme, de oorlog een goede zaak vond, ervoer hij na verloop van tijd de techniek als een gevaarlijke bedreiging voor het mens-zijn. Zijn eerste drie romans handelen over de wisselwerking tussen mens en machine en de paradox dat een menselijke creatie uiteindelijk de mens gaat domineren. Na de oorlog, toen Döblin weer in Berlijn werkte, raakte hij betrokken bij de nieuwe zakelijkheid; onder invloed van het dadaïsme ging hij collages maken, de vertelstijl, die voorheen ook reeds polyfoon was, werd een soort afstandelijk-ironische 'verslaggeving', met veel pseudowetenschappelijke redenaties en een essayistische opbouw.
Berge, Meere und Giganten is een breed uitgesponnen epos, een toekomst utopie over de (gedwongen) keuze die een mens heeft tussen de natuur en het kunstmatige, de stad en het platteland en de oorlogen en culturen die eraan ontspruiten.

## Berlin Alexanderplatz
Döblins bekendste en succesrijkste werk is echter Berlin Alexanderplatz, dat verfilmd werd. Een grote stadsroman (1929) over hoeren, pooiers, moordenaars en dieven en een ex-boef (Franz Biberkopf) die op het rechte pad wil komen, wat niet lukt. Franz stelt het individuele voor. Hij is individu. Een arbeider die uit de gevangenis vrijkomt en die zijn uiterste best doet om wederom 'fatsoenlijk' te worden, maar desondanks met de verzamelde krachten van de Berlijnse onderwereld te maken krijgt. Na een zoektocht naar zijn eigen identiteit in de anonieme massa verovert hij zich een plaats als lid van de gemeenschap. De roman werd door de nazi's verboden en maakte deel uit van de boekverbrandingen in mei 1933.
Deze roman maakt gebruik van de stream of consciousness-techniek, doorsneden met 'niet-literaire' interludia zoals statistisch materiaal en heeft een solidaire boodschap; het is de belangrijkste stadsroman uit de Duitse literatuur.
Berlin Alexanderplatz werd meermaals verfilmd, voor het eerst in 1931 door Jutzi Piel met Heinrich George in de rol van Franz Biberkopf, 1980 van Rainer Werner Fassbinder als televisiereeks met Gunter Lamprecht als Franz Biberkopf.

## Andere werken
Die Drei Sprunge des Wang-lun was Döblins derde roman die hij schreef, hoewel het de eerste was die als boek werd gepubliceerd. Het boek werd in 1916 gepubliceerd en werd bekroond met de 'Fontane-Preis'. De episch historische roman vertelt het verhaal van de onrust en revolutie in het 18de-eeuwse China. Het boek werd positief onthaald door critici die Döblin prezen voor zijn gedetailleerde voorstelling van China. Het had tevens een belangrijke invloed op andere jongere Duitse schrijvers. Na Berlin Alexanderplatz was het Döblins meest verkochte roman.
In 1918 werd Wadzeks Kampf mit der Dampfturbine gepubliceerd. Deze komische roman werd als een voorloper van het bekendere Berlin Alexanderplatz gezien, vanwege zijn experimentele narratieve techniek, het gebrek aan psychologische analyse van de personages, en de voorstelling van Berlijn als moderne metropool. Het boek vertelt het verhaal van Wadzek, een fabriekseigenaar die de strijd verliest van een machtiger concurrent. Zijn tegenmaatregelen blijken alle zinloos te zijn. Na deze nederlaag vlucht hij het land uit, door aan boord te gaan van een stoomschip naar Amerika. Ironisch genoeg wordt dat schip aangedreven door stoomturbines van zijn zegevierende concurrent. Döblin schreef deze roman in de herfst van 1914. Terwijl hij diende als arts aan het westelijke front, werd het boek nagekeken en stilistisch geanalyseerd. Uiteindelijk publiceerde Fischer Verlag de roman in 1918.
Het epos Wallenstein gaat over de Dertigjarige Oorlog en werd in 1920 gepubliceerd. Hoewel het boek over het algemeen positief onthaald werd door critici, was Döblin toch teleurgesteld in de manier waarop zijn werk werd ontvangen. In zijn ogen was dit namelijk een van de beste werken die hij geschreven had. Als gevolg daarvan schreef Döblin een bijtende kritiek over de critici, onder de titel Der Epiker, sein Stoff und die Kritik, gepubliceerd in 1921. Wallenstein draait om de spanning tussen Ferdinand II, de Heilige Roman Keizer, en zijn generaal, Albrecht von Wallenstein. Wallenstein vertegenwoordigt een nieuwe manier van oorlogsvoering, gekenmerkt door een meedogenloze realpolitik en kapitalistische expansie. Ferdinand II daarentegen raakt steeds meer overweldigd door allerlei gebeurtenissen en trekt zich geleidelijk aan terug uit de politiek. Döblins interpretatie van de Dertigjarige Oorlog verschilde van de heersende visie. Hij stelde namelijk dat de oorlog het gevolg was van nationaal-politieke, financiële en individuele pyschologische factoren, terwijl de heersende visie stelde dat het over een religieus conflict ging. De roman Wallenstein wordt tot de meest innovatieve en belangrijke historische romans van de Duitse literaire traditie gerekend.
In 1924 werd de sciencefiction-roman Berge Meere und Giganten gepubliceerd. Deze roman vertelt het verhaal van de menselijke geschiedenis van de 20e tot de 27e eeuw, een wereldwijde strijd tussen technologische obsessie, natuurkrachten en concurrerende politieke visies. Het boek handelt over thema's zoals verstedelijking, de vervreemding van de natuur en ecologische verwoesting, mechanisatie, de moderne wereld die steeds minder menselijk wordt, evenals massale migratie, globalisering, totalitarisme, fanatisme, terrorisme, staatstoezicht, genetische manipulatie, synthetisch voedsel, het fokken van mensen, biochemische oorlogsvoering, e.a. Toen het boek verscheen, werd het gezien als een moeilijk werk, en kreeg het vaak tegenstrijdige kritieken.
November 1918: eine Deutsche Revolution is een roman over de Duitse revolutie van 1918-1919. Het boek bestaat uit vier delen (Bürger und Soldaten, Verratenes Volk, Heimkehr der Fronttruppen en Karl und Rosa) en wordt gezien als het belangrijkste werk van Döblin in ballingschap (1933-1945). De roman wordt erg geprezen door personen zoals Bertolt Brecht. Gabriele Sander ziet het boek als een hoogtepunt van Döblins werk in het genre van historische roman.
Hamlet oder Die Lange Nacht nimmt ein Ende (1956) was Döblins laatste roman. Het boek vertelt het verhaal van Edward Allison, een Engelse soldaat die tijdens de Tweede Wereldoorlog zwaargewond raakte, en terugkeert naar zijn gezin. Eenmaal terug thuis, moet hij leren omgaan met zijn oorlogstrauma, vroegere familieconflicten en zijn ontwrichte gevoel van eigenwaarde. De roman handelt onder andere over thema's zoals de zoektocht naar het zelf, schuld en verantwoordelijkheid, de strijd der seksen, oorlog en geweld, en religie. Döblin schreef het boek eigenlijk al in de jaren 1945-1946, maar het werd pas gepubliceerd in 1956. De verwijzing naar Hamlet in de Duitse titel van het boek is waarschijnlijk te wijten aan Döblins lezing over Sigmund Freud zijn interpretatie van Hamlet van Shakespeare.

## Socialist en jood
Döblin was een kritische socialist en joods. In 1933, na de machtsovername door de NSDAP, vluchtte hij eerst naar Zürich en vervolgens naar Frankrijk, dat hij echter na de capitulatie moest verlaten. Uiteindelijk belandde hij in de Verenigde Staten, waar hij als balling een aantal antifascistische romans
schreef. In 1940 bekeerde hij zich tot het katholicisme. Na afloop van de Tweede Wereldoorlog keerde hij terug als enthousiast medewerker aan de heropbouw van Duitsland en vestigde zich in Baden-Baden en vervolgens te Mainz. Hij raakte echter eens te meer ontgoocheld in
de politieke ontwikkelingen van zijn land — hij was ook fel tegen het kapitalisme gekant — en verhuisde in 1953 naar Parijs. Na nog één roman te hebben gepubliceerd, stierf hij eenzaam in het Zwarte Woud.

## Literair belang
Het belang van Döblin voor de 20e-eeuwse literatuur valt nauwelijks te overschatten: hij was de eerste Duitse schrijver die een grote epische verteltrant combineerde met een vervlochtenheid met het leven in de grote stad en die aan de hand van expressieve uitdrukkingsmiddelen de implicaties van de technologische vooruitgang voor het mensdom
beschreef. Döblin oefende hiermee een grote invloed uit op Günter Grass; men kan hem verhaaltechnisch wel als de Duitse James Joyce beschouwen, ook op het gebied van de impact die hij op de literatuur heeft nagelaten.

## Werken
- 1910 Die Ermordung einer Butterblume (verhalenbundel)
- 1915 Die drei Sprünge des Wang-Lun
- 1918 Wadzeks Kampf mit der Dampfturbine
- 1920 Wallenstein
- 1924 Berge Meere und Giganten
- 1924 Die beiden Freundinnen und ihr Giftmord
- 1927 Manas
- 1929 Berlin Alexanderplatz. Die Geschichte vom Franz Biberkopf
- 1934 Babylonische Wandrung oder Hochmut kommt vor dem Fall
- 1935 Pardon wird nicht gegeben
- 1937 Die Fahrt ins Land ohne Tod
- 1938 Der blaue Tiger
- 1948 Der neue Urwald
- 1949 Schicksalsreise. Bericht und Bekenntnis
- 1950 November 1918. Eine deutsche Revolution (trilogie)
- 1956 Hamlet oder Die Lange Nacht nimmt ein Ende